# Chlorid thoričitý
Chlorid thoričitý je anorganická sloučenina s chemickým vzorcem ThCl4. Vyskytuje se také ve formě tetrahydrátu a oktahydrátu.

## Příprava
Chlorid thoričitý byl meziproduktem v izolaci kovového thoria, kterou provedl Jöns Jacob Berzelius.
Chlorid thoričitý lze připravit mnoha způsoby. Jednou z metod je karbotermická redukce při teplotě 700 °C až 2600 °C, kdy oxid thoričitý reaguje s uhlíkem v proudu plynného chloru:
ThO2 + 2 C + 4 Cl2 → ThCl4 + 2 CO
Chloraci lze provést za pomocí chloridu uhličitého:
Th(C2O4)2 + CCl4 → ThCl4 + 3 CO + 3 CO2
ThO2 + 2 CCl4 → ThCl4 + 2 COCl2
Další metoda je dvoukroková, kdy v prvním kroku reaguje thorium s chloridem amonným:
Th + 6 NH4Cl → (NH4)2ThCl6 + 4 NH3 + 2 H2
V druhém kroku se výsledná sůl zahřeje na teplotu 350 °C ve vysokém vakuu za vzniku chloridu thoričitého.
Bezvodý chlorid thoričitý lze z hydrátu připravit za pomocí chloridu thionylu a zahřátí nad 100 °C:
ThCl4·8H2O + 8 SOCl2 → ThCl4 + 8 SO2 + 16 HCl
Lze jej také připravit například syntézou z prvků nebo reakcí hydridu thoričitého s chlorovodíkem.

## Vlastnosti
Chlorid thoričitý je bílá, hygroskopická krystalická pevná látka, kterou lze získat sublimací ve formě velkých jehel. Je snadno rozpustný ve vodě. Krystalizuje v tetragonální soustavě s prostorovou grupou I41/amd (číslo 141) s parametry mřížky a = 847,3 pm a c = 746,8 pm a je izotypický s chloridem uraničitým. Při teplotě nad 405 °C se vyskytuje v další modifikaci, která krystalizuje rovněž v tetragonální soustavě a je metastabilní při ochlazení pod teplotu 405 °C.

## Reaktivita
Chlorid thoričitý reaguje s řadou organický sloučenin obsahujících kyslík.

### Adukty s Lewisovými zásadami
Chlorid thoričitý reaguje s Lewisovými zásadami za vzniku molekulárních aduktů, jako ThCl4(DME)2 a ThCl4(TMEDA)2.

### Redukce na kovové thorium
Chlorid thoričitý je meziproduktem při čištění thoria, který může být ovlivněn:
1. Redukcí chloridu thoričitého alkalickými kovy.
2. Elektrolýzou bezvodého chloridu thoričitého v tavenině chloridu sodného a chloridu draselného.
3. Redukcí směsi chloridu thoričitého a bezvodého chloridu zinečnatého vápníkem.[8]

## Využití
Chlorid thoričitý se používá jako meziprodukt při výrobě thoria, kterou provedl již Berzelius při objevu thoria redukcí draslíkem.